# Érable plane
Acer platanoides
Pour les articles homonymes, voir Plane (homonymie), Plaine (homonymie) et Érable blanc.
Espèce
Classification APG III (2009)
Répartition géographique
Statut de conservation UICN

 LC  : Préoccupation mineure
L'érable plane  (Acer platanoides L.) est un arbre de grande taille de la famille des Aceraceae (Cronquist) ou des Sapindacées (APGIII) fréquent dans les régions collinéennes et montagneuses d'Europe. Il est parfois appelé érable de Norvège, iseron, plane, main-découpée, plaine ou faux sycomore.
Son nom commun lui vient de la forte ressemblance des feuilles avec celles du platane. À ne pas confondre avec l'espèce voisine Acer pseudoplatanus, l'érable sycomore lequel a une écorce formant des plaques se détachant du tronc chez l'arbre adulte.

## Description

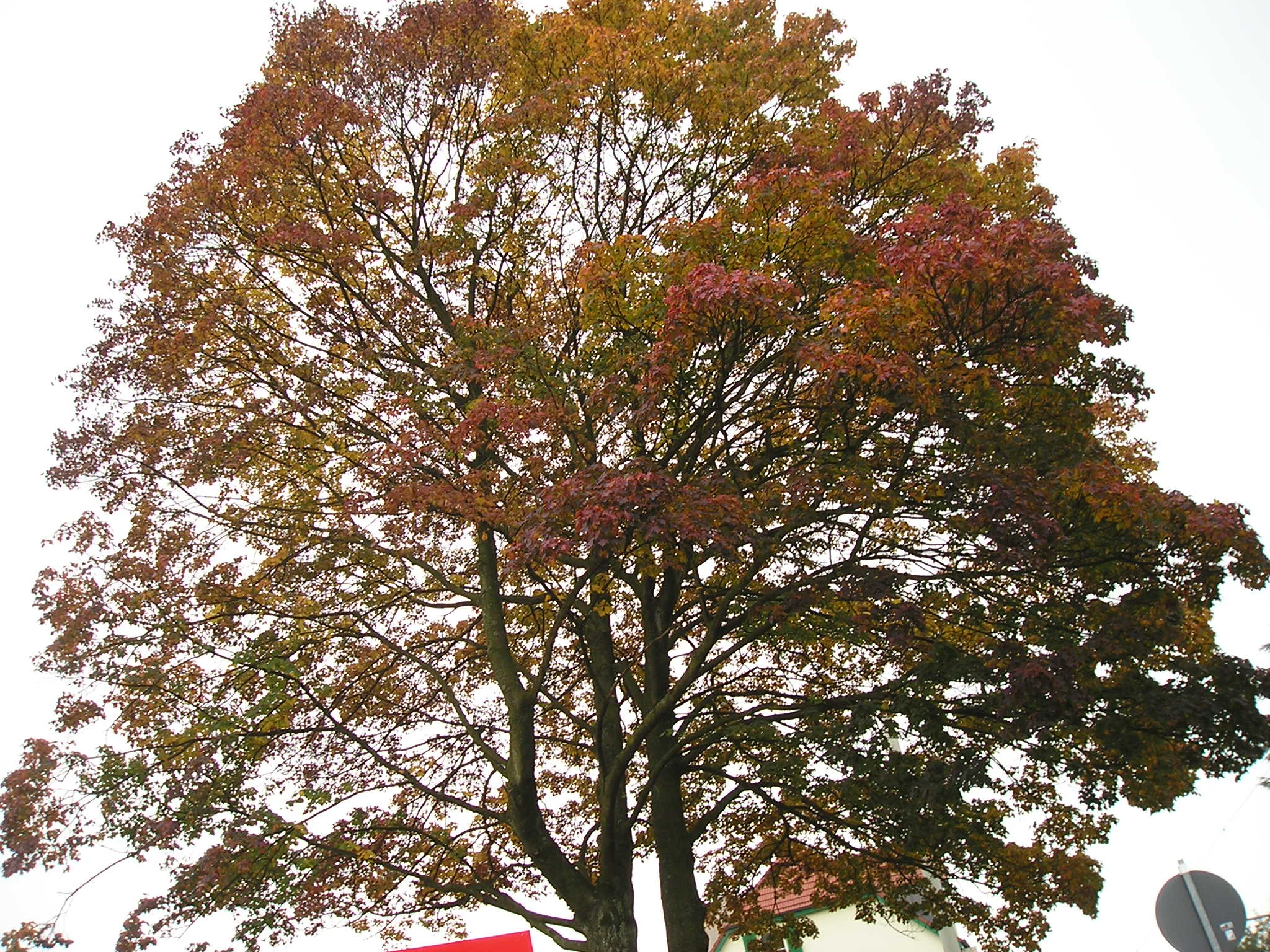
Acer platanoides en automne.

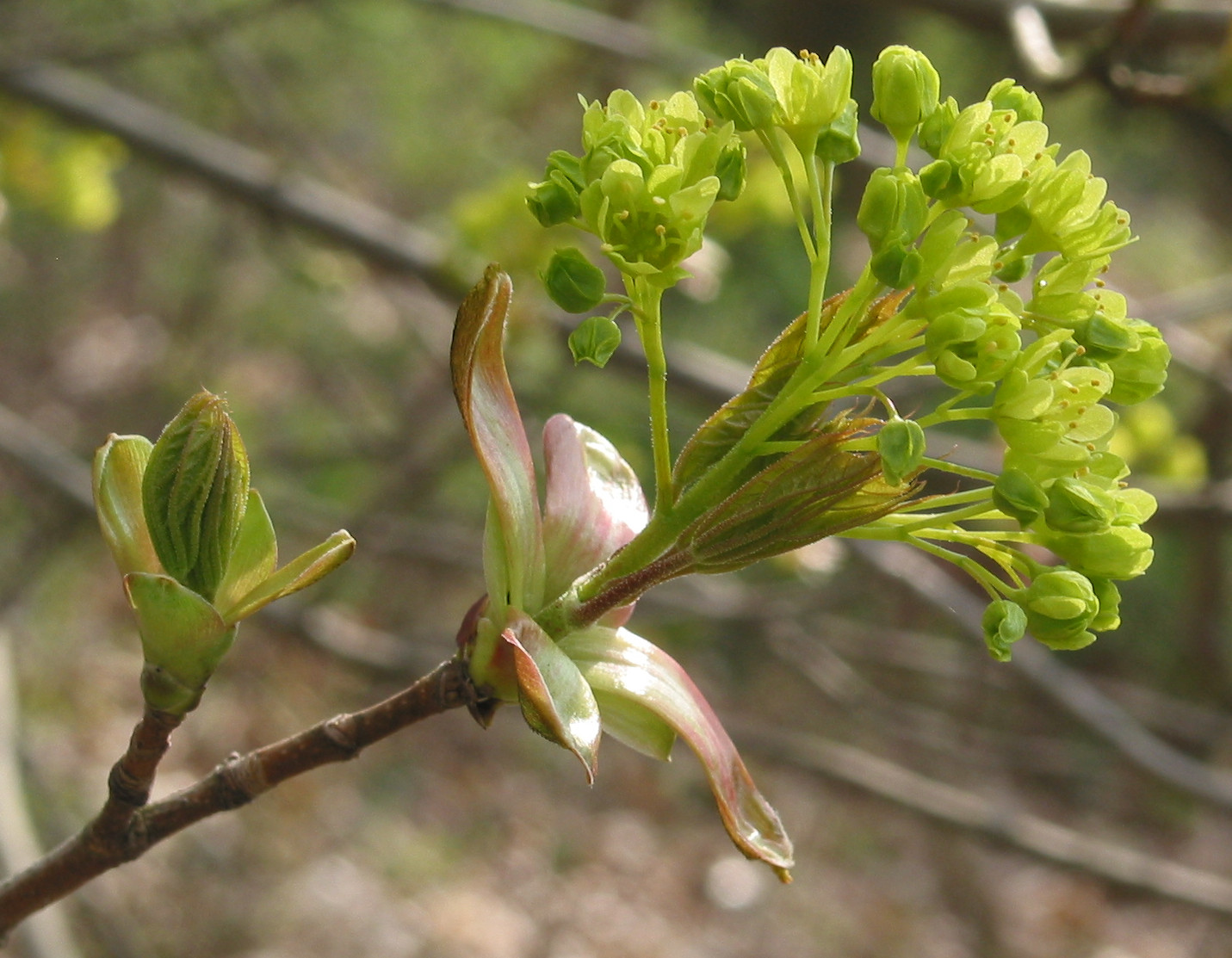
fleurs groupées en corymbes dressés apparaissant avant les feuilles.

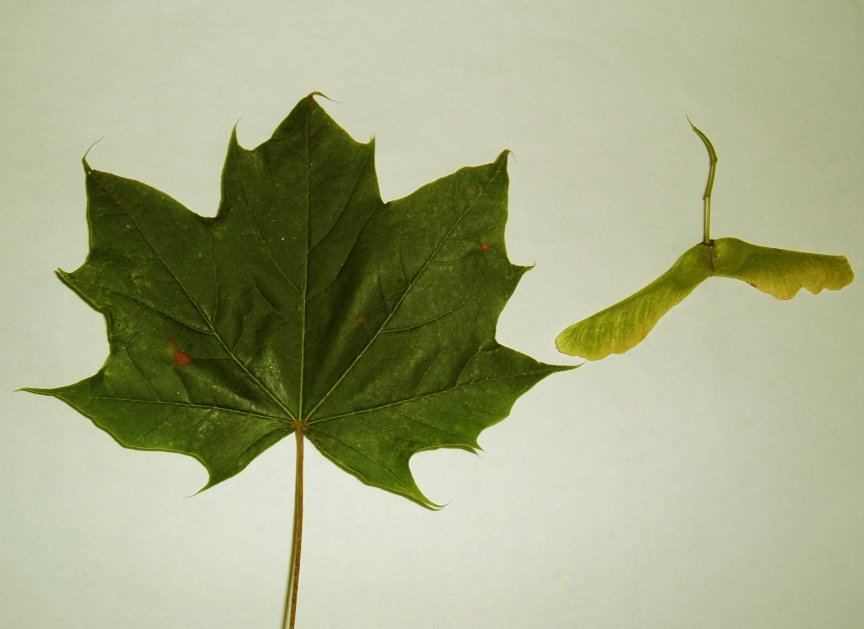
Feuille ressemblant à celles du platane et disamare à ailes larges très écartées approchant d'un angle de 180°.

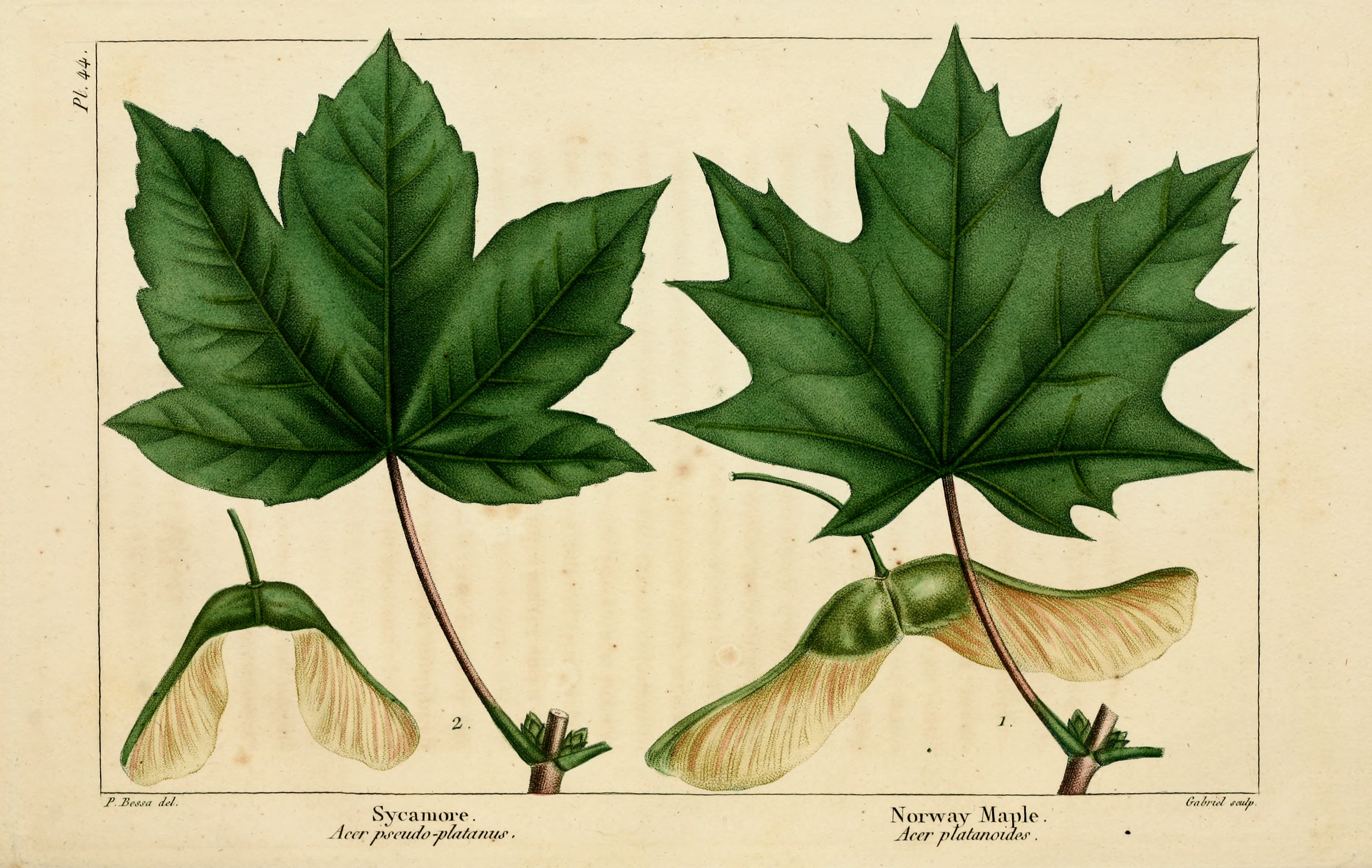
Acer pseudoplatanus (Érable sycomore) et Acer platanoides (Érable plane). Illustration de François André Michaux

C'est un grand arbre à tige élancée, pouvant atteindre 20 m à 30 m de haut et une circonférence d'environ 8 à 9 m (à 1,8 m de hauteur au-dessus du sol). Le diamètre de son tronc peut atteindre 1 m. Sa durée de vie peut atteindre 200 ans. 
L'écorce est brune, et présente de nombreuses crevasses longitudinales peu marquées. Ce caractère permet de le distinguer du sycomore dont l'écorce grisâtre se détache en larges plaques. 
Les fleurs vert jaune, groupées en corymbes dressés, apparaissent avant les feuilles. Elles ont cinq sépales soudées, cinq pétales et 8 étamines. En général, l'érable plane commence à fleurir à l'âge de 15-20 ans.
Les feuilles, opposées, caduques, sont palmées avec cinq nervures à lobes très pointus, à dents aiguës, séparés par des sinus arrondis. Ces feuilles, à long pétiole, sont glabres, vertes et luisantes. Elles prennent une très belle teinte jaune à l'automne.
Les fruits sont des disamares à ailes horizontales larges très écartées, quasi opposées. 
Cet arbre, de croissance très rapide pendant les premières années, rejette facilement de souche quand il est coupé.

### Reproduction
L'érable plane peut être monoïque ou dioïque. Dans le cas où il est monoïque, on trouve des fleurs mâles et femelles sur un même arbre. La fécondation croisée est assurée car les fleurs mâles mûrissent avant les fleurs femelles. Si l'érable est dioïque, il possède uniquement des fleurs unisexes. Il est entomogame : le pollen produit par l'érable plane est véhiculé par les insectes.

## Distribution et habitat
Cette espèce est répandue dans presque toute l'Europe de la Scandinavie à l'Espagne et du Benelux à la Russie, ainsi qu'en Asie dans la région du Caucase, en Iran et en Afghanistan. Au nord, c'est un arbre de plaine, mais dans la moitié sud de son aire, c'est un arbre des zones montagneuses. On le rencontre jusqu'à une altitude de 1 500 m en France. 
Il a été introduit entre autres en Amérique du Nord, où il est considéré comme invasif et nuisible. Plusieurs municipalités américaines ne permettent plus sa plantation. Il est défendu d’en planter dans les États de Massachusetts et de New Hampshire. Il s’installe même dans les forêts vierges grâce à sa capacité de germer à l’ombre profonde qu'on y trouve. Il y pousse tranquillement dans un premier temps, mais finit éventuellement par dominer la forêt.
Dans certaines régions du Canada, il s'est implanté en faible proportion dans les forêts d'érables à sucre, où il est une espèce invasive. Facilement confondu avec ce dernier, il peut être entaillé et se retrouver en petite quantité dans la production du sirop d'érable. La feuille qui est sur le drapeau du Canada est la feuille d'érable à sucre et non celle de l'érable plane.
C'est une essence de demi-ombre préférant des sols riches, profonds, frais à humides, calcaires à faiblement acide. Il apprécie un climat assez humide, avec des tendances continentales ou montagnardes. On le rencontre en général en peuplements disséminés au milieu des autres espèces. Il atteint ses plus belles proportions dans les forêts de feuillus où les chênes, tilleuls et ormes sont dominants,.

## Utilisation
Il est cultivé comme arbre d'ornement et beaucoup planté comme arbre d'alignement aussi bien en Europe qu'en Amérique du Nord. Il en existe de nombreuses variétés à feuilles décoratives, panachées ou plus ou moins profondément découpées. 
Comme la plupart des érables, c'est une remarquable plante mellifère qui est recherchée par les abeilles puisqu'il produit d'importantes quantités de nectar. Sa floraison printanière, qui se produit avant le débourrement des feuilles, a lieu un peu avant celle de l'érable sycomore.
Il fournit un excellent bois de chauffage. Blanc et assez dur, il est utilisé en menuiserie et en tournerie.  

## Cultivars
| - Columnare - Crimson Sentry - Drummondii - Emerald Lustre - Globosum | - Laciniatum - Princeton Gold - Royal Red - Schwedleri Nigrum ou Crimson King |

## Pathologies foliaires

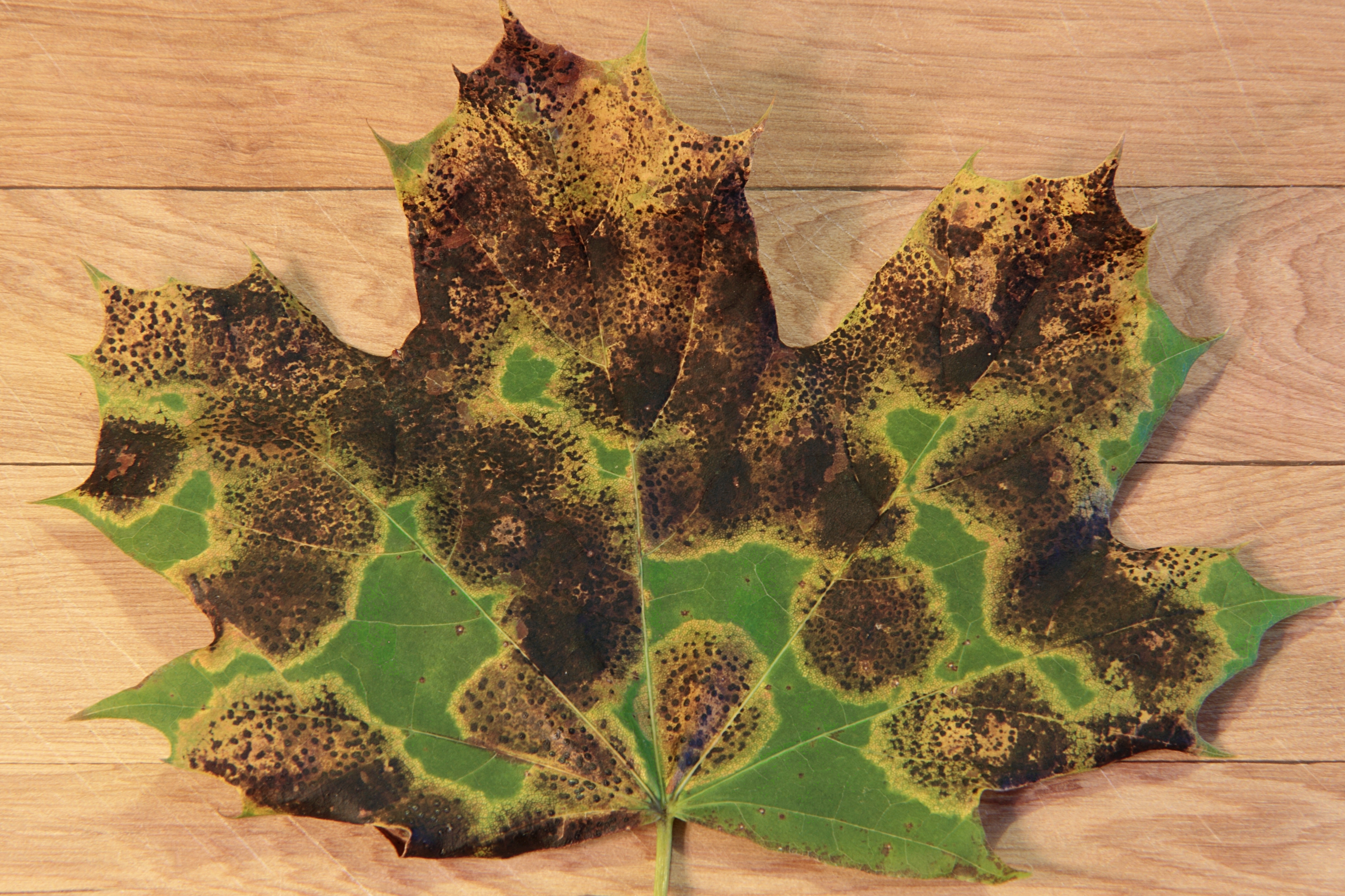
Attaque fongique de la feuille (probablement due à Rhytisma acerinum, sans/avec une co-infection fongique et/ou bactérienne), à l'automne.

Les phytopathologies les plus fréquentes concernant le feuillage sont dues à des champignons, dont :
- Uncinula bicornis ;
- Rhytisma acerinum.